# Jönssonligan
Jönssonligan er en svensk filmserie inspireret af Olsen-banden. Der har i alt været otte film i serien, udover fire film med en børneversion af banden. I 2015 kom en film om Jönssonligan hvor man ser helt bort fra de tidligere film. De tidligere film var alle komedier men den nye film Jönssonligan – Den perfekta stöten er en thriller.

## Film
- Varning för Jönssonligan (1981)
- Jönssonligan & Dynamit-Harry (1982)
- Jönssonligan får guldfeber (1984)
- Jönssonligan dyker upp igen (1986)
- Jönssonligan på Mallorca (1989)
- Jönssonligan & den svarta diamanten (1992)
- Jönssonligans största kupp (1995)
- Jönssonligan spelar högt (2000)

Genstart 1
- Jönssonligan – Den perfekta stöten (2015)

Genstart 2
- Se upp för Jönssonligan (2020)

Genstart 3
- Jönssonligan kommer tillbaka (2024)

## Lilla Jönssonligan
Film med Jönssonligan som børn
- Lilla Jönssonligan och cornflakeskuppen (1996)
- Lilla Jönssonligan på styva linan (1997)
- Lilla Jönssonligan på kollo (2004)
- Lilla Jönssonligan och stjärnkuppen (2006)